# Orectolobus japonicus
Orectolobus japonicus är en fisk i familjen wobbegonghajar som förekommer i östra Asien.
Denna haj saknar rygg- och analfena. Den äter olika fiskar som arter av familjen Synodontidae, hårstjärtfiskar, taggmakrillfiskar, mullusfiskar, havsabborrfiskar och havsrudefiskar. Ibland ingår ägg från andra hajar och kräftdjur i födan.
Arten förekommer i havet kring södra Japan, Koreahalvön, östra Kina, Vietnam och södra Kambodja samt Filippinerna. Kanske utgör populationen kring Filippinerna en hittills obeskriven art. Orectolobus japonicus simmar nära havsytan till ett djup av 200 meter. Den håller sig gärna nära klippor och korallrev.
Äggen kläcks redan inuti honans kropp (ovovivipari) cirka 12 månader efter parningen och 20 till 27 ungar föds per tillfälle. De har vid födelsen en längd av 21 till 23 cm. Könsmognaden uppnås vid en längd av något över 100 cm. De största exemplaren var 107 cm långa eller lite längre.
Denna haj fångas med fiskenät och säljs på marknader som matfisk. Populationens storlek är inte känd. IUCN listar arten med kunskapsbrist (DD).